# Lintgen
Lintgen (luxemburguès Lëntgen) és una comuna i vila a l'est de Luxemburg, que forma part del cantó de Mersch. Comprèn les viles de Lintgen, Gosseldange i Prettingen.

## Població
| Nacionalitat   | Població | %      |
| -------------- | -------- | ------ |
| luxemburguesos | 1.428    | 64,15% |
| Forasters      | 798      | 35,85% |
| - portuguesos  | 472      | 21,20% |
| - francesos    | 29       | 1,30%  |
| - italians     | 46       | 2,07%  |
| - belgues      | 56       | 2,52%  |
| - alemanys     | 36       | 1,62%  |
| - iugoslaus    | 24       | 1,08%  |
| - altres       | 135      | 6,06%  |

## Evolució demogràfica
| Any        | Població |
| ---------- | -------- |
| 15/02/2001 | 2.226    |
| 01/01/2002 | 2.245    |
| 01/01/2003 | 2.303    |
| 01/01/2004 | 2.342    |
| 01/01/2005 | 2.405    |